# Paraclimbing-Weltcup 2022
Der Paraclimbing-Weltcup 2022 (offiziell IFSC Paraclimbing World Cup Series 2022) war die neunte Saison des Paraclimbing-Weltcups.

## Ablauf
Die Lead-Wettkämpfe fanden in je zehn verschiedenen Kategorien für Männer und Frauen statt.
- 24. – 25. Mai in  Salt Lake City
- 21. – 22. Juni in  Innsbruck
- 08. – 09. Juni in  Villars-sur-Ollon

## Ergebnisse
Wenn ein Wettbewerb in einer Kategorie nicht stattfindet, beispielsweise wegen zu geringer Teilnehmerzahl, werden die Athletinnen und Athleten einer anderen Kategorie zugewiesen (Merging). Es handelte sich um die letzte Saison mit der Kategorie AU1.

### Frauen
| B10 | Wettkampf         | 1. Platz        | 2. Platz        | 3. Platz        |
| --- | ----------------- | --------------- | --------------- | --------------- |
| B10 | Salt Lake City    | Tanja Glusic    | Nadia Bredice   | Raveena Alli    |
| B10 | Innsbruck         | in Kategorie B3 | in Kategorie B3 | in Kategorie B3 |
| B10 | Villars-sur-Ollon | in Kategorie B2 | in Kategorie B2 | in Kategorie B2 |

| B20 | Wettkampf         | 1. Platz         | 2. Platz          | 3. Platz        |
| --- | ----------------- | ---------------- | ----------------- | --------------- |
| B20 | Salt Lake City    | in Kategorie B3  | in Kategorie B3   | in Kategorie B3 |
| B20 | Innsbruck         | in Kategorie B3  | in Kategorie B3   | in Kategorie B3 |
| B20 | Villars-sur-Ollon | Abigail Robinson | Edith Scheinecker | Nadia Bredice   |

| B30 | Wettkampf         | 1. Platz         | 2. Platz      | 3. Platz          |
| --- | ----------------- | ---------------- | ------------- | ----------------- |
| B30 | Salt Lake City    | –                | –             | –                 |
| B30 | Innsbruck         | Abigail Robinson | Yumi Ejiri    | Edith Scheinecker |
| B30 | Villars-sur-Ollon | Roxane Heili     | Ionela Dragan | Melissa Cesarone  |

| AL1 | Wettkampf         | 1. Platz         | 2. Platz         | 3. Platz         |
| --- | ----------------- | ---------------- | ---------------- | ---------------- |
| AL1 | Salt Lake City    | in Kategorie RP1 | in Kategorie RP1 | in Kategorie RP1 |
| AL1 | Innsbruck         | in Kategorie RP1 | in Kategorie RP1 | in Kategorie RP1 |
| AL1 | Villars-sur-Ollon | in Kategorie RP1 | in Kategorie RP1 | in Kategorie RP1 |

| AL2 | Wettkampf         | 1. Platz       | 2. Platz       | 3. Platz        |
| --- | ----------------- | -------------- | -------------- | --------------- |
| AL2 | Salt Lake City    | Sarah Larcombe | Rachel Maia    | Tânia Chaves    |
| AL2 | Innsbruck         | Lucie Jarrige  | Sarah Larcombe | Hannah McFadden |
| AL2 | Villars-sur-Ollon | Lucie Jarrige  | Sarah Larcombe | Hannah McFadden |

| AU1 | Wettkampf         | 1. Platz         | 2. Platz         | 3. Platz         |
| --- | ----------------- | ---------------- | ---------------- | ---------------- |
| AU1 | Salt Lake City    | in Kategorie RP1 | in Kategorie RP1 | in Kategorie RP1 |
| AU1 | Innsbruck         | in Kategorie RP1 | in Kategorie RP1 | in Kategorie RP1 |
| AU1 | Villars-sur-Ollon | in Kategorie RP1 | in Kategorie RP1 | in Kategorie RP1 |

| AU2 | Wettkampf         | 1. Platz        | 2. Platz        | 3. Platz       |
| --- | ----------------- | --------------- | --------------- | -------------- |
| AU2 | Salt Lake City    | Lucia Capovilla | Maureen Beck    | Eleanor Rubin  |
| AU2 | Innsbruck         | Solenne Piret   | Lucia Capovilla | Monica Raavig  |
| AU2 | Villars-sur-Ollon | Solenne Piret   | Lucia Capovilla | Giovanna Dubuc |

| RP1 | Wettkampf         | 1. Platz     | 2. Platz           | 3. Platz             |
| --- | ----------------- | ------------ | ------------------ | -------------------- |
| RP1 | Salt Lake City    | Jasmin Plank | Emily Seelenfreund | Eva Mol              |
| RP1 | Innsbruck         | Jasmin Plank | Melissa Ruiz       | Marta Peche Salinero |
| RP1 | Villars-sur-Ollon | Jasmin Plank | Melissa Ruiz       | Marta Peche Salinero |

| RP2 | Wettkampf         | 1. Platz         | 2. Platz         | 3. Platz         |
| --- | ----------------- | ---------------- | ---------------- | ---------------- |
| RP2 | Salt Lake City    | in Kategorie RP3 | in Kategorie RP3 | in Kategorie RP3 |
| RP2 | Innsbruck         | Dina Eivik       | Nicole Diehl     | Aurora Alberto   |
| RP2 | Villars-sur-Ollon | in Kategorie RP3 | in Kategorie RP3 | in Kategorie RP3 |

| RP3 | Wettkampf         | 1. Platz          | 2. Platz                | 3. Platz                |
| --- | ----------------- | ----------------- | ----------------------- | ----------------------- |
| RP3 | Salt Lake City    | Marina Dias       | Christiane Luttikhuizen | Rosalie Schaupert       |
| RP3 | Innsbruck         | Leanora Volpe     | Rosalie Schaupert       | Marina Dias             |
| RP3 | Villars-sur-Ollon | Rosalie Schaupert | Leanora Volpe           | Christiane Luttikhuizen |

### Männer
| B10 | Wettkampf         | 1. Platz                        | 2. Platz                        | 3. Platz          |
| --- | ----------------- | ------------------------------- | ------------------------------- | ----------------- |
| B10 | Salt Lake City    | Francisco Javier Aguilar Amoedo | Razvan Nedu                     | Alexandru Benchea |
| B10 | Innsbruck         | in Kategorie B2                 | in Kategorie B2                 | in Kategorie B2   |
| B10 | Villars-sur-Ollon | Sho Aita                        | Francisco Javier Aguilar Amoedo | Razvan Nedu       |

| B20 | Wettkampf         | 1. Platz          | 2. Platz                 | 3. Platz                        |
| --- | ----------------- | ----------------- | ------------------------ | ------------------------------- |
| B20 | Salt Lake City    | Raul Simon Franco | Guillermo Pelegrín Gómez | Valentin-Iaurentiu Moise        |
| B20 | Innsbruck         | Sho Aita          | Fumiya Hamanoue          | Francisco Javier Aguilar Amoedo |
| B20 | Villars-sur-Ollon | Richard Slocock   | Raul Simon Franco        | Guillermo Pelegrín Gómez        |

| B30 | Wettkampf         | 1. Platz             | 2. Platz          | 3. Platz          |
| --- | ----------------- | -------------------- | ----------------- | ----------------- |
| B30 | Salt Lake City    | Cosmin Florin Candoi | Chaz Misuraca     | Connor Gearey     |
| B30 | Innsbruck         | nur Qualifikation    | nur Qualifikation | nur Qualifikation |
| B30 | Villars-sur-Ollon | Cosmin Florin Candoi | Lux Losey Sail    | Chaz Misuraca     |

| AL1 | Wettkampf         | 1. Platz        | 2. Platz           | 3. Platz       |
| --- | ----------------- | --------------- | ------------------ | -------------- |
| AL1 | Salt Lake City    | Angelino Zeller | Markus Pösendorfer | Hideyuki Ouchi |
| AL1 | Innsbruck         | Angelino Zeller | Markus Pösendorfer | Daniel Kontsch |
| AL1 | Villars-sur-Ollon | Angelino Zeller | Markus Pösendorfer | Daniel Kontsch |

| AL2 | Wettkampf         | 1. Platz              | 2. Platz                 | 3. Platz              |
| --- | ----------------- | --------------------- | ------------------------ | --------------------- |
| AL2 | Salt Lake City    | Albert Guardia Ferrer | Ethan Zilz               | Sebastian Menze       |
| AL2 | Innsbruck         | Albert Guardia Ferrer | Urko Carmona Barandiaran | Sebastian Menze       |
| AL2 | Villars-sur-Ollon | Julien Gasc           | Frederik Leys            | Albert Guardia Ferrer |

| AU1 | Wettkampf         | 1. Platz         | 2. Platz         | 3. Platz           |
| --- | ----------------- | ---------------- | ---------------- | ------------------ |
| AU1 | Salt Lake City    | in Kategorie RP1 | in Kategorie RP1 | in Kategorie RP1   |
| AU1 | Innsbruck         | Kazuhiko Onuma   | Mario Persing    | Eloi Vila Cullerés |
| AU1 | Villars-sur-Ollon | in Kategorie RP1 | in Kategorie RP1 | in Kategorie RP1   |

| AU2 | Wettkampf         | 1. Platz         | 2. Platz         | 3. Platz         |
| --- | ----------------- | ---------------- | ---------------- | ---------------- |
| AU2 | Salt Lake City    | in Kategorie RP2 | in Kategorie RP2 | in Kategorie RP2 |
| AU2 | Innsbruck         | Kevin Bartke     | Brian Zarzuela   | Isak Ripman      |
| AU2 | Villars-sur-Ollon | Kevin Bartke     | Isak Ripman      | Erwan Lievin     |

| RP1 | Wettkampf         | 1. Platz         | 2. Platz           | 3. Platz        |
| --- | ----------------- | ---------------- | ------------------ | --------------- |
| RP1 | Salt Lake City    | Korbinian Franck | Sunny Yang         | Elliott Nguyen  |
| RP1 | Innsbruck         | Korbinian Franck | Florian Singer     | Takuya Okada    |
| RP1 | Villars-sur-Ollon | Korbinian Franck | Gian Matteo Ramini | Tim Schaffrinna |

| RP2 | Wettkampf         | 1. Platz          | 2. Platz           | 3. Platz          |
| --- | ----------------- | ----------------- | ------------------ | ----------------- |
| RP2 | Salt Lake City    | Mor Michael Sapir | Manikandan Kumar   | Brian Zarzuela    |
| RP2 | Innsbruck         | Benjamin Mayforth | Iván Muñoz Escolar | Mor Michael Sapir |
| RP2 | Villars-sur-Ollon | Benjamin Mayforth | Mor Michael Sapir  | Manikandan Kumar  |

| RP3 | Wettkampf         | 1. Platz          | 2. Platz       | 3. Platz          |
| --- | ----------------- | ----------------- | -------------- | ----------------- |
| RP3 | Salt Lake City    | Jamie Barendrecht | Jared Lenahan  | Shamus Boulianne  |
| RP3 | Innsbruck         | Alessandro Neri   | Tadashi Takano | Jamie Barendrecht |
| RP3 | Villars-sur-Ollon | Jamie Barendrecht | Andrej Haršány | Bastien Thomas    |